# Caso Bączkowski contra Polonia
El caso Bączkowski contra Polonia es un caso presentado ante el Tribunal Europeo de Derechos Humanos por la prohibición de la marcha del orgullo gay de 2005 en Varsovia, conocida localmente como Parada Równości («Marcha de la Igualdad»), en cuyo veredicto se dictaminó por unanimidad que se habían violado los artículos 11, 13 y 14 de la Convención Europea de Derechos Humanos. Su sentencia del 3 de mayo de 2007 fue la primera en determinar que la prohibición de las marchas LGBT iba en contra la libertad del derecho de reunión y asociación.

## Antecedentes
En 2005 el alcalde de Varsovia Lech Kaczyński (que posteriormente sería presidente de Polonia) rechazó autorizar la marcha del orgullo gay que pretendía recorrer la ciudad, aduciendo que los organizadores no habían presentado un plan alternativo para el tráfico, que la marcha fomentaría el «estilo de vida homosexual» en Varsovia y que él estaba en contra de la «propagación de la orientación gay». A pesar de la prohibición el 11 de junio de 2005 aproximadamente 2500 personas marcharon por la ciudad desafiando al veto.
El día anterior a la fecha prevista para la marcha, el 10 de junio de 2005, los organizadores apelaron al gobernador del Voivodato de Mazovia, argumentando que la decisión del ayuntamiento violaba su derecho de reunión. El gobernador determinó que el requerimiento del ayuntamiento de un plan de tráfico había sido ilegal y que la marcha se restringía de forma ilícita. La apelación a las demás instancias administrativas se interrumpieron considerando que la marcha había tenido lugar el 11 de junio de 2005.
El 16 de diciembre de 2005 los organizadores de la manifestación, liderados por Tomasz Bączkowski, iniciaron una denuncia ante el Tribunal Europeo de Derechos Humanos contra la república de Polonia, alegando que se habían violado su derecho de reunión y que se les había tratado de manera discriminatoria, ya que el mismo 11 de junio se habían autorizado otras manifestaciones. El tribunal aceptó el caso el 5 de diciembre de 2006.

## Sentencia
El Tribunal Europeo de Derechos Humanos dictaminó que, incluso habiendo tenido lugar la marcha, el hecho de la prohibición por parte de las autoridades municipales representaba una violación de la libertad de reunión protegido por el artículo 11 de la Convención Europea de Derechos Humanos. Además sentenció que:

La obligación positiva del estado de asegurar genuina y efectivamente el respeto a la libertad de asociación y reunión es de particular importancia para aquellos con opiniones impopulares o que pertenezcan a minorías, porque son más vulnerables al trato discriminatorio.

El tribunal también afirmó que Polonia había violado el artículo 14 de la convención, que protege contra la discriminación, por haber autorizado otras marchas el mismo día a las que no se les exigieron los mismos requisitos que a la marcha del orgullo gay que habían prohibido.
El tribunal también determinó que se había violado el artículo 13 de la convención, que regula la apelación efectiva, ya que los organizadores no dispusieron de ningún procedimiento legal que les permitiera apelar la prohibición antes de la fecha en la que se iba a realizar la marcha.

## Reacciones
La sentencia fue acogida por las asociaciones de derechos LGBT como un hito histórico al establecer el derecho de reunión del colectivo LGBT. Según Robert Biedroń, el líder de Campaña contra la Homofobia, una organización polaca pro derechos LGBT, la sentencia representa un «paso muy importante hacia la igualdad para los gais y las lesbianas en Polonia... y también en muchos otros países de Europa central y oriental.»

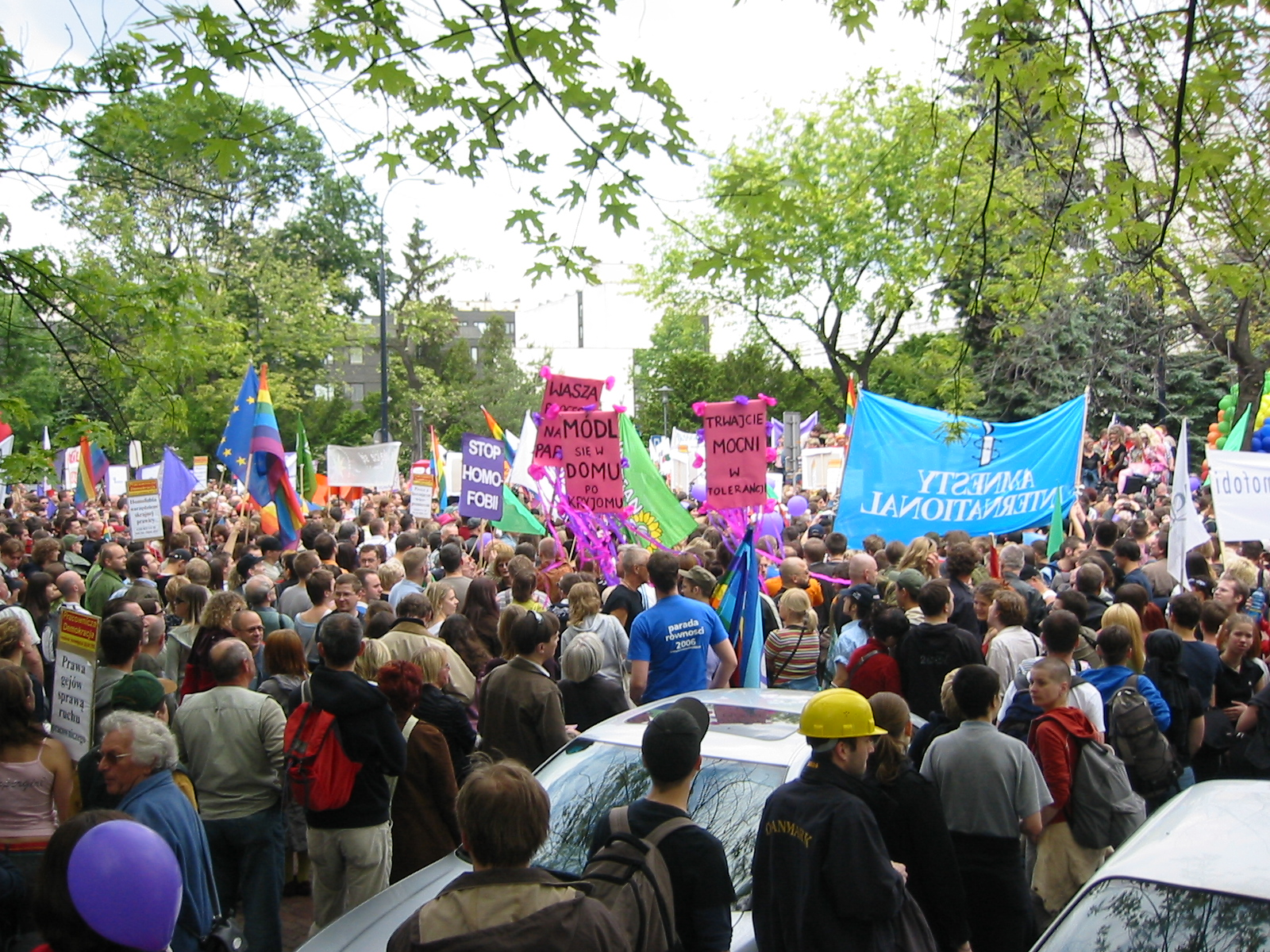
Parada Równości de 2006.

Michael Cashman, el presidente de la comisión de derechos de gais y lesbianas del Parlamento Europeo, afirmó:

Estoy extremadamente complacido por la sentencia. Es una reivindicación de todo lo que habíamos dicho sobre las acciones del gobierno de Polonia contra las libertades fundamentales de los hombres y mujeres LGBT polacos.

Sarah Ludford, una europarlamentaria liberal demócrata del Reino Unido, declaró que «esta sentencia es extremadamente importante por se la primera vez que la Corte Europea de Derechos Humanos ha determinado específicamente sobre la cuestión de prohibir marchas de igualdad y orgullo gay. Su clarificación de que la libertad de reunión se aplica completamente a estos acontecimientos es, aunque totalmente esperada, no obstante, bienvenida».
No hubo ninguna reacción oficial de las autoridades polacas. Aunque el secretario de estado, Maciej Łopiński, afirmó que «el presidente [Lech Kaczynski] emprendería acciones más adelante». Algunas fuentes afirmaron que el presidente de Polonia apelaría el veredicto, pero falleció en un accidente de aviación en 2010 sin haberlo hecho.